# Rasha Khayat

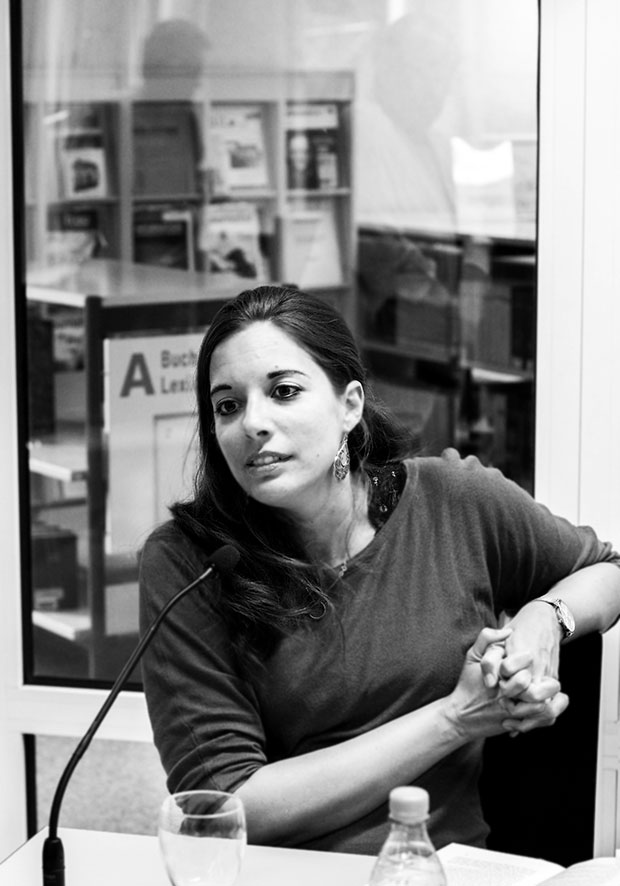
Am 16. August 2016 las Rasha Khayat in der Stadtbibliothek Düsseldorf, in der Reihe „Frisch gepresst“ aus ihrem Debütroman „Weil wir längst woanders sind“.

Rasha Khayat (geboren 1978 in Dortmund) ist eine saudi-arabisch-deutsche Übersetzerin und Schriftstellerin.

## Leben
Rasha Khayat ist eine deutsche Autorin und Übersetzerin. Sie wuchs in Jeddah, Saudi-Arabien auf. 1988 siedelte die Familie zurück nach Deutschland. Rasha Khayat absolvierte ihr Abitur 1999 am Ratsgymnasium Gladbeck. Von 1999 bis 2005 studierte sie Vergleichende Literaturwissenschaften, Neuere Deutsche Literatur und Philosophie an der Rheinischen Friedrich-Wilhelms-Universität in Bonn. 2005 absolvierte sie ein Volontariat im Lektorat des Rowohlt Verlags und lebt seither in Hamburg.
Sie arbeitet als freie Autorin und als Übersetzerin aus dem Englischen und Arabischen für Belletristik und Theater.
Seit 2010 betreibt sie den Blog Westöstliche Diva – Das deutsche Fenster zu Arabistan. 2010 war sie Stipendiatin der Jürgen-Ponto-Stiftung.
2016 erschien ihr erster Roman Weil wir längst woanders sind. Der Roman wurde für den Klaus Michael Kühne-Preis für das beste Romandebüt nominiert.
2016 war sie Writer in Residence an der University of East Anglia, Norwich.

## Werke

### Roman
- Weil wir längst woanders sind. DuMont, Köln 2016, ISBN 978-3-8321-6409-6.
- Ich komme nicht zurück. DuMont, Köln 2024, ISBN 978-3-8321-6812-4.[2]

### Übersetzungen
- Lucy Hepburn: Mein bestes Stück. Roman. Heyne, München 2009
- Jo Powell: Die Blutkammer. Thriller. Rowohlt, Reinbek 2009
- Kate White: Schlaf still. Thriller. Ullstein, Berlin 2010
- Ella Kingsley: Dancing Queen. Roman. Ullstein, Berlin 2012
- Brodi Ashton: Ewiglich die Liebe (Jugendbuch, mit Sebastian Blum). Oetinger, Hamburg 2014

## Auszeichnungen
- 2017: Grenzgänger-Stipendium der Robert Bosch Stiftung
- 2010: Aufenthaltsstipendium der Jürgen-Ponto-Stiftung als Stipendiatin der Roman-Schreibwerkstatt